# Целиноградски район
Целиноградски район (на казахски: Целиноград ауданы) е съставна част на Акмолинска област, Казахстан, с обща площ 7792 км2 и население 79 921 души (по приблизителна оценка към 1 януари 2020 г.). Мнозинството от населението са казахи (65,6 %) следвани от руснаците (16,9 %), германците (4,2 %), украинците (4,1 %), и други националности (9,2 %).
Административен център е село Акмол.